# Jakobsleiter (Elektrizität)

Symbolische Darstellung

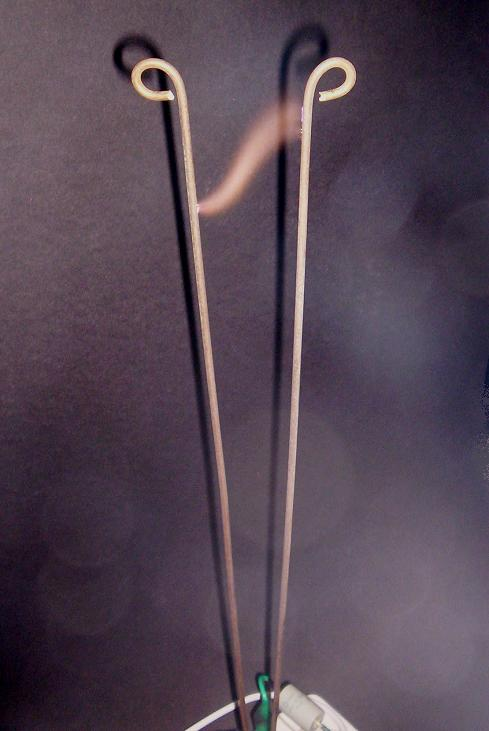
Bogen kurz vor dem Verlöschen

Die Jakobsleiter hat die Form eines Hörnerblitzableiters bzw. Hornableiters (elektrische Funkenstrecke) und dient in physikalischen Schauexperimenten u. a. der Veranschaulichung deren Wirkungsweise.
Bei der Jakobsleiter zündet ein Lichtbogen (elektrische Entladung) unten zwischen zwei nach oben auseinanderlaufenden Elektroden aufgrund des dort geringsten Abstandes. Hauptsächlich aufgrund des Auftriebes, aber auch magnetischer Kräfte bewegt sich der Bogen dann nach oben und verlischt. Ähnlich, jedoch bei höheren Strömen, funktionieren Hornableiter zum Überspannungsschutz an Isolatoren z. B. bei Blitzschlag in Freileitungen. Auch lichtbogengefährdete Schaltkontakte haben diese Form. Bei jenen überwiegt aufgrund der hohen Ströme die magnetische Kraft.
Benannt ist die Jakobsleiter nach der biblischen Himmelsleiter, von der Jakob im 1. Buch Mose träumt.

## Ursache der Bewegung
Der Lichtbogen einer Jakobsleiter bewegt sich nach oben:
- weil die durch die Erhitzung der Luft entstehende Thermik (Aufwind) ihn nach oben zieht
- weil magnetische Kräfte bestrebt sind, die aus Lichtbogen und Elektroden gebildete Fläche zu vergrößern

Bei der Jakobsleiter überwiegt aufgrund der relativ geringen Stromstärken die Thermik-Komponente.
Hornableiter führen auch bei Schaltern wie Schützen oder Leitungsschutzschaltern und Überspannungsableitern zum Bewegen und zur Verlängerung des Lichtbogens bzw. Schaltlichtbogens, so dass diese so zum Verlöschen gebracht werden. Das Verlöschen wird durch Funkenlöschkammern unterstützt, die Bewegung kann durch seitlich angebrachte Spulen beschleunigt werden.

## Typische Parameter
Die nebenstehend abgebildeten Anordnungen werden aus einer strombegrenzten Wechselspannungsquelle mit einer Leerlaufspannung von 8 kV gespeist (Streufeldtransformator, Vorschaltgerät für Leuchtröhren). Nach Zünden des Bogens sinkt die Spannung auf einige 100 V ab.
Der Strom der Entladung beträgt nur etwa 0,1 A. Die Elektroden bleiben dabei relativ kalt, die typischen Begleiterscheinungen eines Lichtbogens – die Bildung von Metalldampf aufgrund verdampfender Elektroden und die Glühemission – sind also hier nicht gegeben. Die Elektroden müssen glatt sein, so dass sich keine „hot spots“ bilden, an denen der Lichtbogen ansonsten aufgrund von Glühemission verharrt. Der Lichtbogen zündet immer dann unten neu, wenn er oben abreißt und in der Folge die Spannung soweit ansteigt, dass an den unten nahe beieinander liegenden Elektroden ein elektrischer Überschlag stattfindet (Video).
Die Elektroden im Beispiel sind ca. 300 mm lang, größere Längen sind jedoch möglich.
Gefahrenhinweis
Das Experiment ist aufgrund der freiliegenden hohen Spannungen gefährlich. Aufgrund der hohen Bogentemperaturen besteht Verbrennungs- und Brandgefahr. Beim Betrieb in Luft entsteht außerdem das sehr giftige Gas Stickstoffdioxid, das schon nach wenigen Minuten Betrieb unter einer transparenten Kuppel an seiner braunen Färbung zu erkennen ist.